# 슬기로운 산촌생활
《슬기로운 산촌생활》은 2021년 10월 8일부터 2021년 12월 3일까지 tvN에서 방송된 예능 프로그램이다.

## 기획 의도
<슬기로운 의사생활> 99즈의 평범하지만 특별한 산촌 우정 여행

## 출연진

### 고정 멤버
- 조정석
- 유연석 (3회 ~ 5회[1][2], 7회 ~ 9회)
- 정경호
- 김대명
- 전미도 (1회 ~ 4회[3], 7회 ~ 9회)

### 게스트
- 신현빈 (2회 ~ 4회)
- 김해숙 (3회 ~ 4회)
- 신원호 (5회)
- 조이현 (6회 ~ 7회)
- 배현성 (6회 ~ 7회)
- 정문성 (7회 ~ 8회)
- 안은진 (8회)

## 시청률
아래의 파란색 숫자는 '최저 시청률'이고, 빨간색 숫자는 '최고 시청률'입니다. 시청률조사회사와 지역별로 시청률에 차이가 있을 수 있습니다.
| 2021년 | 2021년    | 2021년         | 2021년       |
| 회차   | 방송일    | AGB 시청률     | AGB 시청률   |
| 회차   | 방송일    | 대한민국(전국) | 서울(수도권) |
| ------ | --------- | -------------- | ------------ |
| 제1회  | 10월 8일  | 6.7%           | 7.7%         |
| 제2회  | 10월 15일 | 5.5%           | 6.3%         |
| 제3회  | 10월 22일 | 5.9%           | 6.6%         |
| 제4회  | 10월 29일 | 5.4%           | 6.6%         |
| 제5회  | 11월 5일  | 5.4%           | 6.3%         |
| 제6회  | 11월 12일 | 6.2%           | 6.8%         |
| 제7회  | 11월 19일 | 5.4%           | 5.7%         |
| 제8회  | 11월 26일 | 4.2%           | 4.6%         |
| 제9회  | 12월 3일  | %              | %            |